# Március 29.
Március 29. az év 88. (szökőévben 89.) napja a Gergely-naptár szerint. Az évből még 277 nap van hátra.
Névnapok: Auguszta + Augusztina, Baracs, Barancs, Bercel, Bertold, Bertolda, Cirill, Dioméd, Gerle, Jónás, Kirill, Lestár

## Események

### Politikai események
- 1464 – Hunyadi Mátyást magyar királlyá koronázzák.
- 1598 – Pálffy Miklós gróf, országbíró huszárjai és Adolf von Schwarzenberg herceg császári katonái visszafoglalják Győrt a törököktől.
- 1676 – Gubasóczy János kerül a váci püspöki székbe.

- 1973 – Az utolsó amerikai katona is elhagyja Vietnámot.
- 1974 – Ion Gheorghe Maurert Manea Mănescu váltja fel a román kormányfői poszton.

- 1989 – A rákoskeresztúri Új köztemetőben Kralovánszky Alán régész és a Budapesti Igazságügyi Orvosszakértői Intézet szakcsoportja megkezdik a Nagy Imre-per áldozatainak exhumálását és azonosítását.
- 2004 – A NATO hét új tagországgal bővül: Bulgária, Észtország, Lettország, Litvánia, Románia, Szlovákia, Szlovénia.
- 2009 – Előrehozott parlamenti választások Montenegróban.

### Tudományos és gazdasági események
- 1807 – Heinrich Wilhelm Olbers német orvos és csillagász felfedezi a negyedik kisbolygót, a Vestát.
- 1912 – A Déli-sarkról visszatérő Robert Falcon Scott kapitány és bajtársai (Wilson, Bowes, Oates) életüket vesztik a hóviharban (Scott naplójába tett utolsó sajátkezű bejegyzésének dátuma szerint).
- 1946 – Megalakul a MASZOVLET (Magyar-Szovjet Légiforgalmi Rt), a MALÉV elődje.
- 1962 – Ausztrália, Belgium, Egyesült Királyság, Franciaország, Hollandia, NSZK és Olaszország létrehozzák az Űrrepülők Indítóberendezései Fejlesztésének és Megépítésének Európai Szervezetét (ELDO).

- 1974 – Először közelíti meg és küld fényképeket űrszonda (Mariner–10) a Merkúrról.

- 2017 – Theresa May brit miniszterelnök elküldi a kilépési szándéknyilatkozatot Donald Tusknak, az Európai Tanács elnökének, és a lisszaboni szerződés 50. cikkelyének aktiválásával hivatalosan is elindítja a Brexitet, a brit EU-tagság megszűnéséhez vezető folyamatot.[1]

### Kulturális események

#### Zenei események
- 1929 – Liszt Ferenc Via crucis című, 1879-ben befejezett passióját először az 50. évforduló nagypéntekén mutatták be Magyarországon a fővárosban, Budapesten Harmat Artúr vezényletével.

### Sportesemények
Formula–1
- 1981 –  brazil nagydíj, Jacarepagua - Győztes: Carlos Reutemann  (Williams Ford)
- 1998 –  brazil nagydíj, Interlagos - Győztes: Mika Häkkinen  (McLaren Mercedes)
- 2009 –  ausztrál nagydíj, Melbourne - Győztes: Jenson Button  (Brawn GP Mercedes)
- 2015 –  maláj nagydíj, Sepang - Győztes: Sebastian Vettel  (Ferrari)

Labdarúgás
- 1972 – Magyarország–NSZK, barátságos mérkőzés (465.), Budapest, Népstadion
- 1995 – Magyarország–Svájc, 1996-os labdarúgó-Európa-bajnokság selejtezőmérkőzés (694.), Budapest, Népstadion
- 2000 – Magyarország–Lengyelország, barátságos mérkőzés (740.), Debrecen, Oláh Gábor utcai stadion
- 2003 – Lengyelország–Magyarország, 2004-es labdarúgó-Európa-bajnokság selejtezőmérkőzés (770.), Lengyelország, Chorzów, Śląski Stadion
- 2011 – Hollandia–Magyarország, 2012-es labdarúgó-Európa-bajnokság selejtezőmérkőzés (858.), Hollandia, Amszterdam, Amsterdam ArenA
- 2015 – Magyarország–Görögország, 2016-os labdarúgó-Európa-bajnokság selejtezőmérkőzés (894.), Budapest, Groupama Aréna
- 2022 – Észak-Írország–Magyarország, barátságos mérkőzés (968.), Észak-Írország, Belfast, Windsor Park

## Születések
- 1746 – Carlo Buonaparte, I. Napóleon apja († 1785)
- 1790 – John Tyler az Amerikai Egyesült Államok 10. elnöke, hivatalban 1841–1845-ig († 1862)
- 1821 – Karl Gustav Adolf Knies közgazdász, a német történeti iskola képviselője, az MTA tagja († 1898)
- 1821 – Lumniczer Sándor magyar orvos, sebész, egyetemi tanár († 1892)
- 1834 – Kriesch János biológus, zoológus, mezőgazdász, az MTA tagja († 1888)
- 1839 – Benczédi Gergely magyar pedagógus, író († 1906)
- 1842 – Entz Géza biológus zoológus († 1919)
- 1854 – Kulinyi Zsigmond magyar újságíró, lapszerkesztő († 1905)
- 1865 – Lukachich Géza báró, csász. és kir. altábornagy, az őszirózsás forradalom idején Budapest városparancsnoka († 1943)
- 1873 – Tullio Levi-Civita olasz matematikus († 1941)
- 1885 – Kosztolányi Dezső magyar író, költő, műfordító, újságíró († 1936)
- 1890 – Csapody Vera botanikus, matematika-fizika tanár, növényrajzoló († 1985)
- 1892 – Mindszenty József bíboros-hercegprímás, esztergomi érsek († 1975)
- 1899 – Lavrentyij Pavlovics Berija grúz születésű bolsevik forradalmár, szovjet kommunista politikus, az SZKP PB tagja, az állambiztonsági szolgálat (NKVD) vezetője, emberiség elleni bűnök elkövetője († 1953)
- 1900 – Bill Aston (William Aston) brit autóversenyző († 1974)
- 1902 – Marcel Aymé francia író, drámaíró, novellista († 1967)
- 1902 – William Walton brit zeneszerző és karmester († 1983)
- 1905 – Philip Ahn koreai származású amerikai színész- az első ázsiai filmszínész, aki csillagot kapott a hollywoodi Hírességek Sétánya-n († 1978)
- 1905 – Rejtő Jenő („P. Howard”) magyar író († 1943)
- 1912 – Hanna Reitsch német berepülőpilóta, repülőgép-fejlesztő († 1979)
- 1923 – Geoff Duke brit autóversenyző († 2015)
- 1929 – Richard Lewontin amerikai evolúciós biológus, genetikus és szociális kommentátor († 2021)
- 1936 – Franco Ukmar olasz színész, kaszkadőr († 2016)
- 1937 – Chrudinák Alajos magyar újságíró, TV-riporter Astrud Gilberto (Salvador da Bahia, 1940. március 29. – Philadelphia, 2023. június 5.) Grammy-díjas brazil bossa nova és szamba énekes.
- 1939 – Terence Hill (er. Mario Girotti), olasz színész
- 1940 – Astrud Gilberto Grammy-díjas brazil bossa nova és szamba énekes  († 2023)
- 1941 – James Hansen klimatológus, NASA egyik űrkutató-intézetének vezetője
- 1942 – Háromszéki Péter magyar színész, a Veszprémi Petőfi Színház örökös tagja († 2016)
- 1943 – Eric Idle angol színész, a Monty Python csoport tagja
- 1943 – Vangelis (Vangélisz Papathanaszíu) világszerte ismert görög zeneszerző  († 2022)
- 1947 – Markó Iván Kossuth-díjas magyar koreográfus, táncművész († 2022)
- 1950 – Mory Kanté guineai énekes, zenész († 2020)
- 1951 – Roger Myerson amerikai közgazdász aki megosztva kapta a 2007-es Közgazdasági Nobel-emlékdíj-at Leonid Hurwicz-cal és Eric Maskinnal
- 1952 – Teófilo Stevenson kubai amatőr ökölvívó († 2012)
- 1953 – Benedek Gyula magyar színész, rendező, színházigazgató
- 1954 – Dianne Kay amerikai színésznő
- 1955 – Marina Sirtis angol-amerikai színésznő
- 1955 – Postásy Júlia magyar énekesnő
- 1955 – Szamosi Judit Liszt Ferenc-díjas magyar táncművész, koreográfus
- 1957 – Christopher Lambert César-díjas francia színész
- 1961 – Gary Brabham ausztrál autóversenyző
- 1961 – Amy Sedaris amerikai színésznő
- 1965 – Horváth Barnabás magyar zeneszerző
- 1965 – Jill Goodacre amerikai egykori Victoria's Secret modell és színésznő
- 1968 – Lucy Lawless új-zélandi színésznő (a „Xena” c. sorozat sztárja)
- 1972 – Hera Björk, izlandi énekesnő
- 1974 – Marc Gené (Marc Gené Guerrero) spanyol autóversenyző
- 1976 – Jennifer Capriati amerikai profi teniszezőnő
- 1976 – Szécsi Noémi magyar író
- 1976 – Michelle Monaghan amerikai színésznő
- 1981 – Megan Hilty amerikai színésznő
- 1982 – Eddie Chambers amerikai profi ökölvívó
- 1982 – Réti Barnabás magyar színész
- 1983 – Jamie Woon angol énekes, dalszerző, producer
- 1984 – Juan Mónaco argentin hivatásos teniszező
- 1984 – Király Viktor amerikai származású magyar énekes a 4. Megasztár győztese
- 1985 – Adam Wong kanadai tornász
- 1986 – Zimány Linda magyar modell, műsorvezető
- 1987 – Borbíró András magyar színész
- 1987 – Varga Dénes olimpiai és világbajnok magyar vízilabdázó
- 1988 – Sztéfanosz Kasszelákisz görög politikus, a Sziriza elnöke
- 1991 – Hayley McFarland amerikai színésznő, énekes, táncos, a Hazudj, ha tudsz! sorozat Emily Lightmanje
- 1992 – Angyal Dániel magyar vízilabdázó

## Halálozások
- 1461 – Andrew Trollope angol katona, a rózsák háborújának résztvevője
- 1612 – Szamosközy István (latinosan Zamosius) erdélyi magyar történetíró (* 1570)
- 1772 – Emanuel Swedenborg (er Emanuel Swedberg) svéd tudós, filozófus, teológus, látnok és keresztény misztikus (* 1688)
- 1792 – III. Gusztáv svéd király (* 1746)
- 1862 – Adler György zeneszerző, egyházzenész és basszusénekes (* 1789)
- 1863 – Heinrich Maria von Hess német festő (* 1798)
- 1877 – Alexander Braun német botanikus (* 1805)
- 1888 – Charles-Valentin Alkan francia zeneszerző, kora egyik legnagyobb zongoravirtuóza (* 1813)
- 1891 – Georges Seurat, francia festő (* 1859)
- 1903 – Dankó Pista hegedűs, nótaszerző (* 1858)
- 1905 – Böhm Pál magyar festőművész (* 1839)
- 1912 – Robert Falcon Scott kapitány, brit tengerésztiszt, sarkkutató (* 1868)
- 1940 – Terkán Lajos magyar csillagász (* 1877)
- 1945 – Csik Ferenc (er. neve Lengváry Ferenc), magyar versenyúszó, olimpiai bajnok (* 1913)
- 1971 – Kiss Manyi Kossuth- és Jászai Mari-díjas magyar színésznő, érdemes és kiváló művész (* 1911)
- 1976 – Dálnoki Veress Lajos honvéd vezérezredes, II. világháborús  hadseregparancsnok (* 1889)
- 1977 – Földes Péter Mihály (Peter Foldes) festő, animációs filmrendező (* 1923)
- 1981 – David Prophet brit autóversenyző (* 1937)
- 1982 – Carl Orff német zeneszerző, a „Carmina Burana” szerzője (* 1895)
- 1987 – Kovács József olimpiai ezüstérmes magyar atléta, futó (* 1926)
- 1989 – Bernard Blier francia színész (* 1916)
- 1989 – Hidvégi Elek magyar színész (* 1930)
- 1991 – Guy Bourdin francia fotográfus, divat- és reklámfotós (* 1928)
- 2001 – George Connor amerikai autóversenyző (* 1908)
- 2006 – 
  - Tihanyi Károly magyar-latin szakos tanár (* 1914)
  - Bob Veith (Robert Veith) amerikai autóversenyző (* 1926)
- 2009 – Maurice Jarre háromszoros Oscar-díjas francia zeneszerző, Jean Michel Jarre édesapja (* 1924)
- 2019 – Agnès Varda francia filmrendező  (* 1928)
- 2022 – Hildebrand István Kossuth-díjas magyar operatőr, rendező a nemzet művésze (* 1928)
- 2024 – Louis Gossett Jr. Oscar-díjas amerikai színész (* 1936)
- 2025 – Richard Chamberlain háromszoros Golden Globe-díjas amerikai színész, énekes (* 1934)

## Nemzeti ünnepek, emléknapok, világnapok
- Közép-afrikai Köztársaság: Boganda napja. (Barthélemy Boganda a Közép-afrikai Köztársaság autonóm területének első miniszterelnöke)
- Madagaszkár: a megemlékezés napja
- Tajvan: az ifjúság napja